# 徐珠宝
徐珠宝（1959年10月19日—），男，汉族，江苏镇江人，中华人民共和国政治人物。

## 生平
1980年8月毕业于江苏省公安学校公安专业毕业，随后参加工作，长期任职于江苏省公安系统。1982年7月加入中国共产党。先后担任江苏省公安厅刑事侦查局局长、刑事警察总队总队长等职。1987年12月江苏省省级机关干部业余大学法律专业毕业。2004年1月江苏省委党校在职研究生班科学社会主义专业毕业。2004年12月，任江苏省公安厅副厅长、党委委员。2008年12月，任南京市公安局局长、党委书记。2009年12月，任南京市人民政府副市长、市公安局局长、党委书记。
2012年6月，调任山东省人民政府省长助理（8月任）、省政府党组成员，山东省公安厅厅长（8月任）、党委书记。2014年11月，任山东省副省长、省政府党组成员，省公安厅厅长、党委书记。2016年1月，辞去山东省副省长职务。